# Balance de comprobación

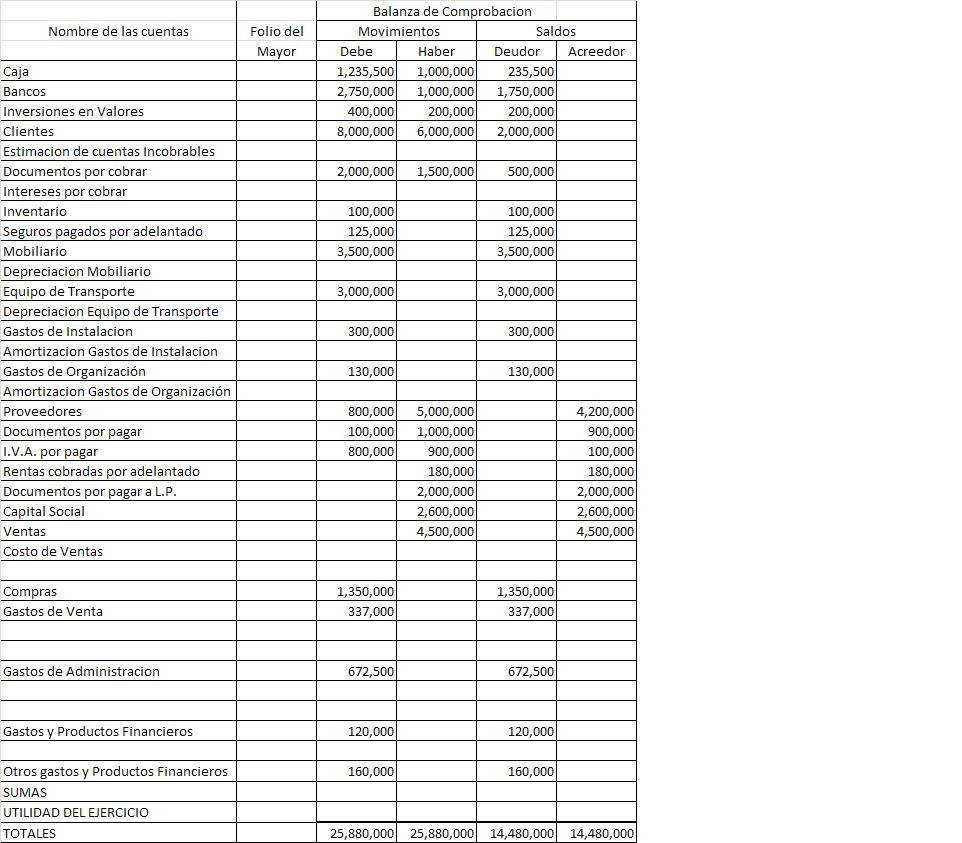
Balance de comprobación

Un balance de comprobación es una lista de todas las cuentas del libro mayor (tanto de ingresos como de capital) contenidas en el libro mayor de una empresa. Esta lista contendrá el nombre de cada cuenta contable nominal y el valor de ese saldo contable nominal. Cada cuenta contable nominal tendrá un saldo deudor o un saldo acreedor. Los valores del saldo deudor se enumerarán en la columna de débito del saldo de prueba y el saldo del valor de crédito se enumerará en la columna de crédito, usando el sistema de partida doble. El estado de pérdidas y ganancias comerciales y el balance general y otros informes financieros se pueden producir utilizando las cuentas contables enumeradas en el mismo saldo.

## Historia
La primera descripción publicada del proceso se encuentra en la obra Summa de arithmetica de Luca Pacioli de 1494, en la sección titulada Particularis de Computis et Scripturis. Aunque Pacioli no usó el término literalmente, esencialmente prescribió una técnica similar a un balance de comprobación posterior al cierre.

## Uso
El propósito de un balance de comprobación es probar que el valor de todos los saldos de valores de débito sea igual al total de todos los saldos de valores de crédito. Si el total de la columna de débito no es igual al valor total de la columna de crédito, esto indicaría que hay un error en las cuentas contables nominales. Este error se debe encontrar antes de que se pueda producir un estado de pérdidas y ganancias y un balance general. Por lo tanto, el balance de comprobación es importante en caso de ajustes. Cada vez que se realice un ajuste, ejecute el balance de prueba y confirme si todo el monto del débito es igual al monto del crédito.

El balance de comprobación generalmente lo prepara un contador que ha utilizado libros diarios para registrar transacciones financieras y luego publicarlas en los libros mayores nominales y cuentas personales. El balance de comprobación es parte del sistema de contabilidad de doble entrada y utiliza el formato clásico de cuenta 'T' para presentar valores:
| Débitos | Créditos |
| ------- | -------- |
|         |          |
|         |          |

## Limitaciones
Un balance de comprobación solo verifica la suma de los débitos contra la suma de los créditos; pero no garantiza que no haya errores. Las siguientes son las principales clases de errores que no son detectados por el balance de comprobación:
- Un error de entrada original ocurre cuando ambos lados de una transacción incluyen una cantidad incorrecta.[3] Por ejemplo, si una factura de compra por $21 se ingresa como $12, esto dará como resultado una entrada de débito incorrecta (para compras) y una entrada de crédito incorrecta (para la cuenta del acreedor correspondiente), ambas por $9 menos, por lo que el total de ambas columnas será $9 menos y, por lo tanto, se equilibrará.
- Un error de omisión es cuando una transacción se omite por completo de los registros contables.[4] Como los débitos y créditos de la transacción se equilibrarían, omitirla dejaría los totales equilibrados. Una variación de este error es omitir uno de los totales de la cuenta del libro mayor del balance de comprobación (pero en este caso el balance de comprobación no se equilibrará).
- Un error de reversión es cuando se realizan asientos por el monto correcto, pero con débitos en lugar de créditos, y viceversa.[5] Por ejemplo, si una venta en efectivo de $100 se debita a la cuenta Ventas y se acredita a la cuenta Efectivo. Tal error no afectará los totales.
- Un error de comisión es cuando los asientos se hacen por el monto correcto y del lado apropiado (débito o crédito), pero uno o más asientos se hacen en la cuenta incorrecta del tipo correcto.[6] Por ejemplo, si los costos de combustible se cargan incorrectamente a la cuenta postal (ambas cuentas de gastos). Esto no afectará los totales. Esto también puede ocurrir debido a la confusión en los ingresos y los gastos de capital.
- Un error de principio es cuando las entradas se hacen por el monto correcto y el lado apropiado (débito o crédito), como en un error de comisión, pero se utiliza el tipo de cuenta incorrecto. Por ejemplo, si los costos de combustible (una cuenta de gastos) se cargan a existencias (una cuenta de activos).[4] Esto no afectará los totales.
- Los errores de compensación son múltiples errores no relacionados que individualmente conducirían a un desequilibrio, pero que juntos se anulan entre sí.[4]